# ЗИТ-151
ЗИТ-151 е наименованието на първата промишлено произведена серия българска електронно изчислителна машина (ЕИМ). Произвежда се от Завода за изчислителна техника (ЗИТ) в София по лиценз на фирмата Fujitsu, като за модел е използван японският компютър Facom 230–30. Внедряването ѝ за производство започва с обучение на специалисти, предоставяне на пълна производствена документация и готови комплекти компоненти и шкафове за монтаж, доставени от Япония. В ЗИТ се осъществяват само връзките между отделните контактни пера на платките с т.нар. метод „репинг“ (wire wrap). Тази технология премахва запояването и представлява плътно навиване с пистолет на проводник върху контактното изходно перо на куплунга за всяка платка. ЕИМ е изградена на базата на полупроводникови елементи – диоди и транзистори. До 1969 г. са произведени опитните образци, като е усвоено цялото производство по технологията на лиценза с внесени от Япония измервателни уреди, контролна и тестваща апаратура, градивни елементи и периферни устройства. При преминаване към производствена серия елементната база е заменена с българска – производство на Завода за полупроводници – Ботевград, а използваните магнитни материали са заменени с такива произвеждани в България и внос от ГДР.
Компютрите се произвеждат от 1967 до 1971 г. и са внедрени в териториални изчислителни центрове (ТИЦ). Проектът по внедряването в производство и техническото обслужване в страната е ръководен от инженер Иван Марангозов.

## Компютърна конфигурация
- Операторски пулт с вход и изход на електрическа пишеща машина (телетип);
- Периферни входни устройства – четец на перфолента, четец на перфокарти;
- Изходни периферни устройства – перфоратор на перфокарти, перфоратор на перфолента и бърз широк печат. Широкият печат е от типа линеен принтер и е характерен с това, че по образувателната на барабана на печатащото устройство са разположени редове от еднакви цифри, букви и символи. За един оборот на барабана се отпечатва един ред, като всички еднакви символи от текста за този ред се отпечатват едновременно, независимо от последователността и позицията си върху листа хартия;
- Външни запаметяващи устройства – запаметяващи устройства на магнитна лента (ЗУМЛ) (6 бр.);[1]
- Стандартна ЕИМ – Шкаф захранване, шкаф ЦПУ, шкаф магнитна памет (на феритни памети), шкаф управление на периферните устройства;
- Променливотоков стабилизатор на напрежение с мощност 25 kW.

## Възможности на ЕИМ
ЗИТ 151 притежава качествата на лицензния компютър Facom 230-30. Като използва постигнатото с модела Facom 231, новият модел ЕИМ притежава по-високи възможности. Чрез функционални разширения се постига 10 пъти по-висока скорост на обработката на данни. За 10-разрядна дума е постигната средна скорост на аритметичните действия:
събиране – 58,3 μs
изваждане – 82,5 μs
умножение – 850 μs
При обработка на 10-разрядна дума с плаваща запетая са постигнати:
събиране – 150 μs
изваждане – 200 μs
умножение – 1400 μs
Магнитната памет е изпълнена на ферити с продължителността на цикъла за достъп 2,2 μs. Обемът на паметта е увеличена спрямо Facom 231 два пъти до максимум 64KChar., където har (hartley – хартли) е единица количество информация равна на log210 = 3,323 бита.

## Производствено коопериране
Комплектуването на ЕИМ освен с оригиналните части от доставката по лизинга, се произвежда от изработени в ЗИТ метални конструкции на шкафовете. В завода производител са разработени инструменти за производство на печатните платки, куплунги, свързващи кабели и механична обработка. Химическата обработка, пробиването и монтажа на платките се извършва в ЗИТ. Запояването на платките се извършва на закупената специализирана машина „спойка вълна“. Шкафът ОЗУ (оперативното запаметяващо устройство) и ПЗУ (постоянното запаметяващо устройство) се изработва на базата на феритни сърцевини в ЗЗУ (Завод за запаметяващи устройства) – Велико Търново. Производството на запаметяващите устройства на магнитна лента (ЗУМЛ) са внедрени по лиценз в едноименния завод в гр. Пловдив. Електрическата пишеща машина за диалог и управление (вход и изход) на ЕИМ се произвежда в Завод за пишещи машини – Пловдив. Японските четец на карти и четец на лента са заменени с такива устройства на чешката фирма „Аритма“. Широкият печат е заменен с внесен такъв от САЩ, производство на фирмата „Хюлет-Пакард“ (5 броя), и по-късно с произвеждания в социалистическия лагер бърз широк печат модел DW 21, полско производство по внедрен английски лиценз.

## Начало и развитие
С лицензното производство на ЗИТ 151 в България се поставя началото за производство на големи ЕИМ. Внедряването на тази система за производство предлага на пазара една изчислителна машина, но и създава кадри за производство и обслужване на такава техника, внедрява технология за производство непознато дотогава в България, създава нови промишлени мощности и поминък в други населени места с изграждането на заводи, кооперирани със Завода за изчислителна техника. При преминаване към производството на ЕИМ от единната система (ЕС) за социалистическия лагер, в ЗИТ се произвежда централният процесор ЕС 2020, системата ЕС 1020, както и окомплектовката за всички произвеждани ЕИМ в социалистическия лагер от ЕС от подсистеми за запаметяващи устройства на магнитен диск (ЗУМД) (управление плюс 6 бр. запаметяващи устройства – 7 Mb или 29 Mb) и подсистемите за запаметяващи устройства на магнитна лента (ЗУМЛ) (управляващ блок плюс 6 бр. периферни запаметяващи устройства). В Благоевград се произвеждат механичните конструкции в Завода за механични конструкции (ЗМК), в Русе се произвеждат печатните платки в специализирания Завод за печатни платки за цялото производство на ДСО ИЗОТ. В Стара Загора започва производството на дискови запаметяващи устройства, комплектуващи всички ЕИМ, произвеждани в социалистическия лагер. Завод Електроника в София се специализира в производството на захранващи устройства за такива ЕИМ. В Пловдив са специализираните заводи за производство на периферни устройства – Завод за пишещи машини, Завод за запаметяващи устройства на магнитна лента (ЗУМЛ) и Завода за периферни устройства (ЗПУ), който произвежда флопи-дисково периферно устройство (ЗУМГД). В Пазарджик в Завода за магнитни дискове се произвеждат прецизно изработените носители – дискови пакети за ЗУМД. В Пловдив завод „Кочо Цветаров“ произвежда дискети за флопи-дисково устройство. Създаваните български продукти са предназначени изключително за допълване листата на периферните устройства, включвани към изчислителните машини от единната система в СССР, Унгария (ЕС 1010), ГДР (Германска демократична република) (ЕС 1040) и България (ЕС 1020).